# Триселенид тетрамышьяка
Триселенид тетрамышьяка — бинарное неорганическое соединение
мышьяка и селена с формулой As4Se3,
оранжево-жёлтые кристаллы.

## Получение
- Сплавление стехиометрических количеств чистых веществ:

{\displaystyle {\mathsf {4As+3Se\ {\xrightarrow {220^{o}C}}\ As_{4}Se_{3}}}}

## Физические свойства
Триселенид тетрамышьяка образует кристаллы нескольких модификаций:
- α-As4Se3 — ромбическая сингония, пространственная группа P nma, параметры ячейки a = 1,047 нм, b = 0,946 нм, c = 0,796 нм, Z = 4, существует при температуре ниже 174°С;
- β-As4Se3 — моноклинная сингония, пространственная группа C 2/c, параметры ячейки a = 2,562 нм, b = 0,652 нм, c = 2,301 нм, β = 120,6°, существует при температурах 174÷220°С;

Не растворяется в воде.